# Nervenbahn
Unter Nervenbahn wird eine Leitungsstruktur gebündelter Nervenfasern verstanden, die neuroanatomisch im peripheren Nervensystem (PNS) auch als Nerv oder Nervus und im zentralen Nervensystem (ZNS) auch als Bahn oder Tractus bezeichnet wird.
Diese mehr oder weniger geschlossenen Züge bündeln Nervenfasern (lateinisch fibrae) bzw. Nervenfaszikel (fasciculi), die über eine größere Strecke gemeinsam ziehen; oft haben diese räumlich einen ähnlichen Ursprung oder ein ähnliches Ziel oder beides. So führt zum Beispiel im ZNS der Tractus spinothalamicus gesammelt Nervenfasern, die vom Rückenmark ausgehen und im Thalamus enden, und wird nach deren Ursprungsort und ihrem Bestimmungsort benannt. Die zentralen Bahnen werden der Weißen Substanz von Gehirn oder Rückenmark zugeordnet und verbinden in der Regel Kerngebiete, die der Grauen Substanz angehören. Neben Tractus werden für einzelne (Nerven-)Bahnen im ZNS auch andere Bezeichnungen wie Fibrae, Fasciculus, Funiculus, Lemniscus, Stria, Commissura oder Decussatio verwendet.

## Kritische Onomatologie

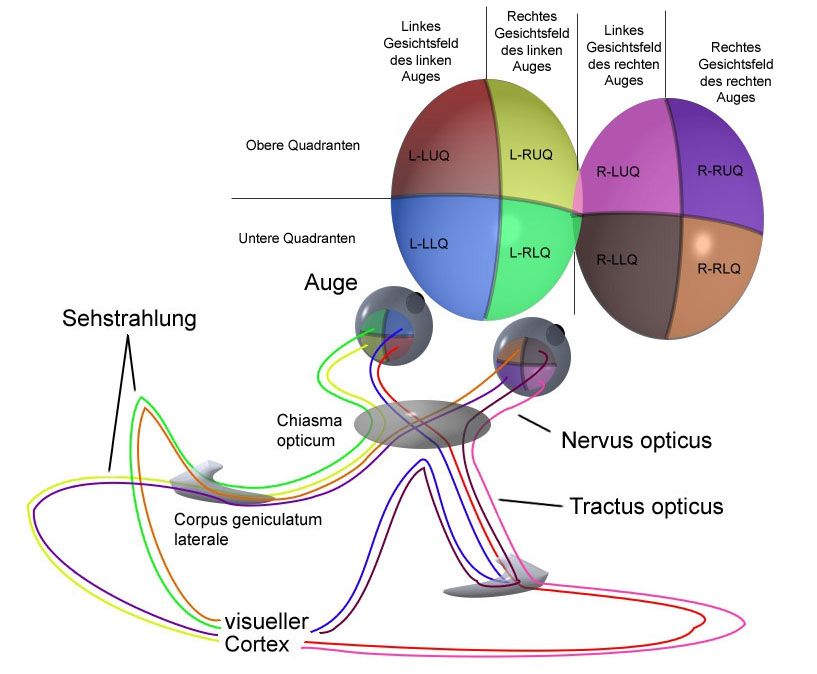
Schematische Übersicht der Sehbahn.
Bisweilen werden bei der Darstellung langer Bahnen gerade die Verzweigungen zu tieferen Zentren als denen der primären Hirnrinde stillschweigend ausgelassen, wie hier im Bild die Verbindungen zu Mittelhirn und Zwischenhirn. Die vorliegende Darstellung wird gern als eigentliche Sehbahn angenommen.

Nach der anatomischen Onomatologie von Hermann Triepel (1871–1935) hat schon Josef Hyrtl (1810–1894) den Begriff tractus (lat. für ‚der Zug‘, ‚das langgestreckte Organ‘) ausführlich abgehandelt. Dieser Begriff ist abgeleitet von lat. trahere ‚ziehen‘. Nach Ludwik Fleck (1896–1961) werden Erkenntniskriterien durch historische und soziale Faktoren beeinflusst. Nervenbahnen sind gemäß der Nervismustheorie Ausdruck einer evolutionären nervösen Differenzierung. Bei der Frage, ob beim Begriff des „Zugs“ in anatomischer Hinsicht auch die technische Entwicklung im Sinne eines Maschinenparadigmas mitgewirkt hat, ist auf die Kritik des Begriffs der nervösen Zentren bzw. der Lokalisation in der Neurologie zu verweisen. Auch lange Bahnen sind in der Neuroanatomie nicht etwa mit Schnellzügen zu vergleichen bzw. als Fernverbindung zwischen Ursprungs- und Bestimmungsort. Dazu bemerkt Ferner, dass die Bahnen des Gehirns und des Rückenmarks nie als vollkommen geschlossene Systeme verlaufen. Sie verkehren nicht nur vom Rezeptor zum Zentrum oder von Zentrum zu Zentrum, wie das die Bezeichnung der Bahn in der Regel zum Ausdruck bringt. Aus den langen afferenten Bahnen zum Beispiel scheren vielmehr immer viele Fasern aus und treten mit dem Reflexapparat in Beziehung. Es gilt demnach, auch das Niveauschema der Reizbeantwortung zu beachten. Historisch ist hier auf die Reflexkettentheorie zu verweisen. Viele Bahnen bestehen aus einer Neuronenkette mit fester Anzahl der so verschalteten Nervenzellen. So verläuft etwa die zentrale Sehbahn u. a. nicht als vollkommen geschlossene Bahn zwischen Netzhaut und Großhirnrinde, sondern teilt sich vorher in verschiedene Bahnen (Radiatio tractus optici) auf. Von diesen ist lediglich die „Pars geniculata“ hin zum Corpus geniculatum laterale als eigentlich aufsteigende sensorische Bahn zu betrachten. Die übrigen Bahnen (Pars mesencephalica und Pars thalamica) sind als sensible Reflexbahnen (zum Beispiel für Akkommodations- und Pupillenreflexe sowie für Fluchtreflexe) anzusehen. Auch sind bereits in der Netzhaut die in fest definierten Schichten angeordneten Neuronen der Sehbahn untereinander verschaltet. Die Nervenbahnen stellen somit eher eine Kombination der Systeme „Schnellzug und Bummelzug“ auf einem gemeinsamen „Gleis“ dar.

## Weitere Beispiele von Nervenbahnen
- Fasciculus longitudinalis dorsalis
- Radiatio acustica
- Tractus corticospinalis
- Tractus opticus
- Tractus solitarius
- Tractus spinocerebellaris (Flechsig und Gowers)
- Assoziationsbahnen
- Kommissurenbahnen